# Bileitheyrahaa
Bileitheyrahaa est une petite île inhabitée des Maldives.

## Géographie
Bileitheyrahaa est située au Sud des Maldives, au Nord-Est de l'atoll Hadhdhunmathi, dans la subdivision de Laamu. Elle se trouve à environ 240 km de la capitale Malé.